# Moschea di Roma
La Grande Moschea di Roma è il principale luogo di culto della comunità musulmana a Roma, è la più grande moschea d'Europa.
L'edificio sorge nella zona nord della città ai piedi dei monti Parioli e di monte Antenne, adiacente agli impianti sportivi dell'Acqua Acetosa, è sede del Centro islamico culturale d'Italia..
Sorge su 30 000 m² di terreno e può ospitare fino a 12 000 fedeli e nei giorni di principale festività, come la festa del sacrificio, un afflusso di circa 30 000-40 000 fedeli. La moschea fornisce, oltre che un punto d'aggregazione e di riferimento in campo religioso, anche servizi culturali e sociali variamente connessi all'appartenenza alla fede islamica: celebrazione di matrimoni, assistenza per i funerali, esegesi, convegni, e molto altro. È opera dell'architetto Paolo Portoghesi.

## Costruzione

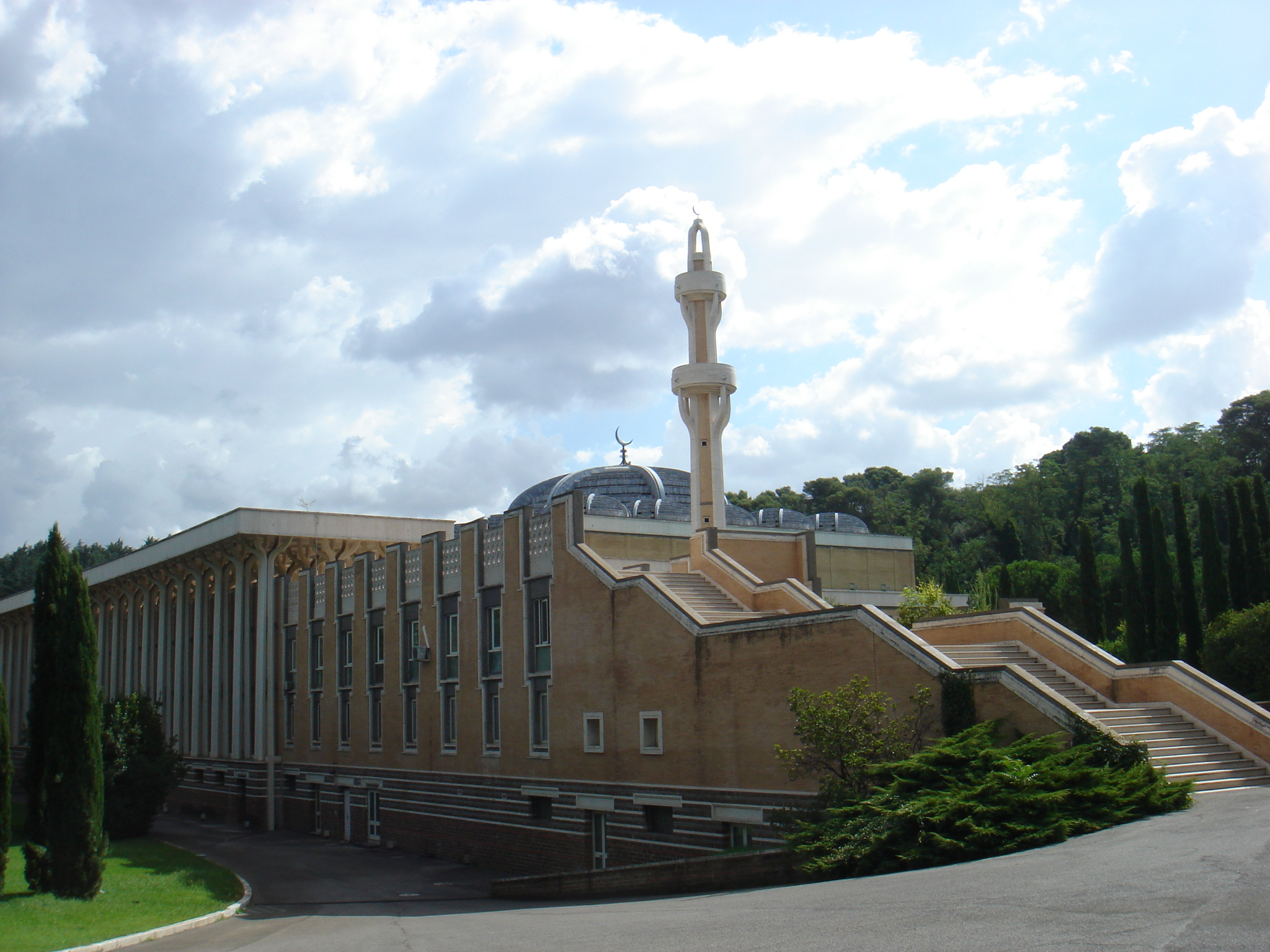
Esterno della moschea

La grande moschea di Roma fu voluta e finanziata dal re Faysal dell'Arabia Saudita, capostipite della famiglia reale saudita. Il progetto fu affidato a Paolo Portoghesi, che si affiancò a Vittorio Gigliotti, Sami Mousawi e Nino Tozzo.
Come si legge nell'epigrafe esterna, la sua costruzione ha richiesto più di vent'anni: la donazione del terreno fu deliberata dal consiglio comunale romano nel 1974, ma la prima pietra fu posta dieci anni dopo, nel 1984 (anno 1362 dell'egira), alla presenza dell'allora presidente della Repubblica Sandro Pertini, e l'inaugurazione avvenne il 21 giugno 1995, giorno del solstizio d'estate.

## Architettura

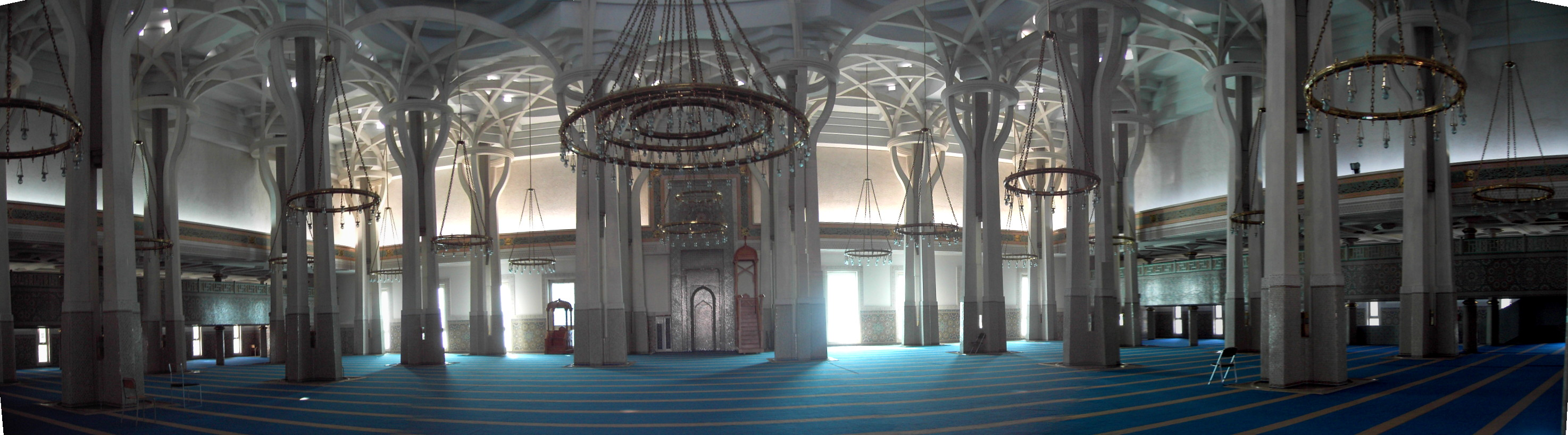
Interno della sala principale

Secondo Paolo Portoghesi, una caratteristica essenziale dell'architettura islamica è quella di aver prodotto linguaggi molto diversi tra di loro, durante la diffusione nei paesi orientali. Per questo motivo, il progetto architettonico cerca un incontro con la storia e la tradizione locale, ad esempio attraverso l'utilizzo di materiali che generano colori tipicamente romani, come il travertino e il cotto rosato. Per lo stesso motivo, l'edificio prende spunto da più di un modello di moschea: quello "della foresta", caratteristico del Maghreb e della Grande moschea di Cordova, nella Spagna meridionale; quello della moschea ottomana – esemplificato dall'architetto turco Sinān – e quello della moschea persiana, caratterizzato dall'alternanza tra grandi corti e spazi aperti.

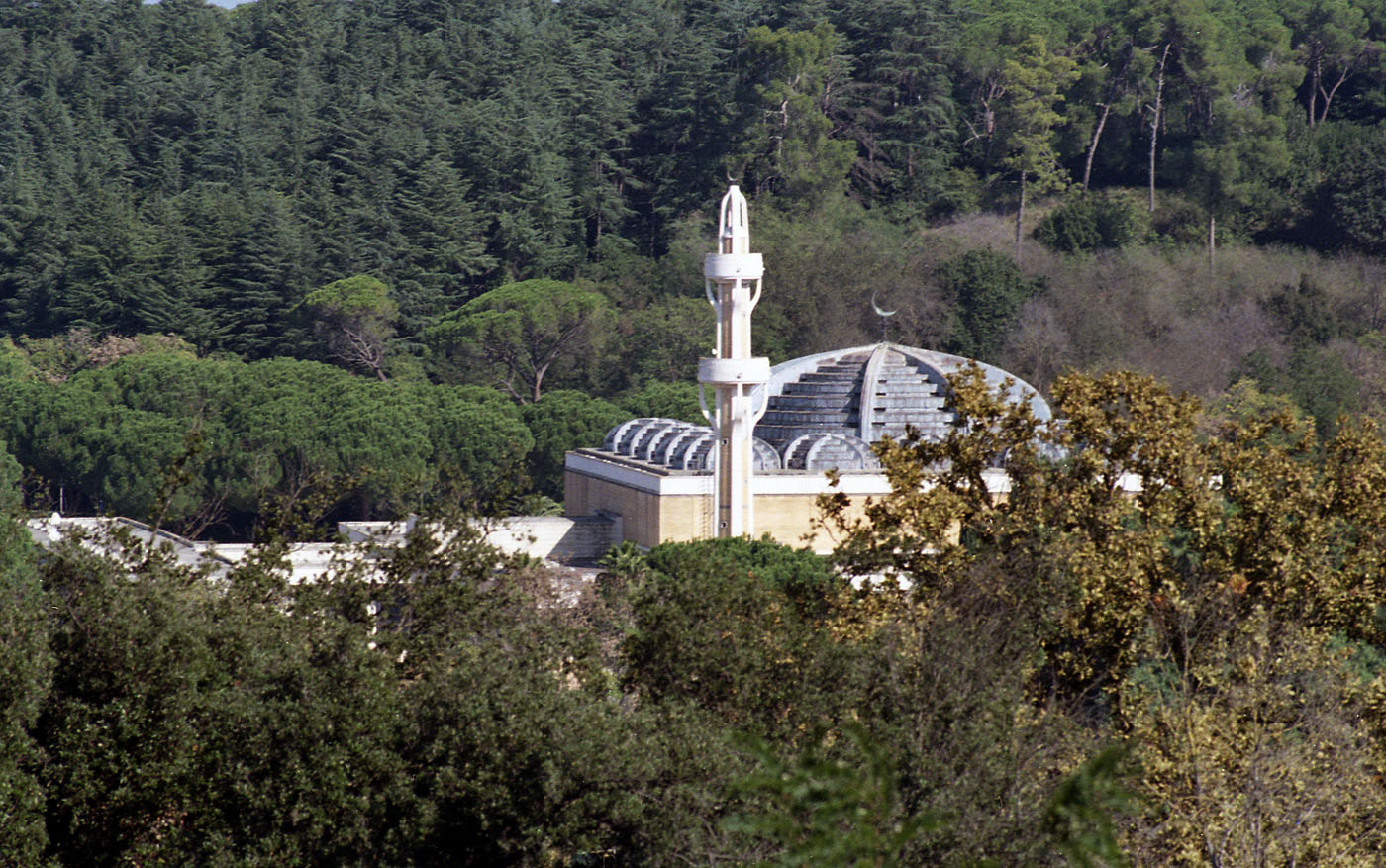
La Moschea di Roma vista da piazza delle Muse

Nella struttura, fortemente integrata nel verde circostante – da cui emerge, ma senza attriti – colpiscono il mix tra pensiero moderno della struttura e linee curve onnipresenti (la grande sala di preghiera richiama indubbiamente una foresta - o un'oasi, con le sue colonne a quattro steli), l'uso della luce per creare un clima meditativo. L'apparato decorativo, assai discreto nell'ampiezza dello spazio che lo contiene, è costituito da ceramiche invetriate di colori delicati. Il tema coranico ripetuto è "Allah è luce".

## Organizzazione
Il Centro Islamico è coadiuvato da un segretario generale, ruolo attualmente ricoperto da Abdellah Redouane sin dall'inaugurazione del complesso. L'attuale imam è lo sceicco Salah Ramadan.
- 1983-1993: Muhammad Nur al-Din Isma'il
- 1993-2006: Mahmud Hammad Shwayta
- 2007-2010: Ala' al-Din Muhammad Isma'il al-Ghobashi
- 2010-2013: Ahmed Al-Saqqa
- 2013-2016: Muhammad Hassan Abdulghaffar
- 2016- : Salah Ramadan

Dall'ottobre 2017 la presidenza della Grande Moschea di Roma è affidata all'ex deputato PD Khalid Chaouki, dimessosi a luglio 2019, qualche ora prima dell'assemblea dei soci.
L'attuale Presidente è il Dr. Naim Nasrollah

## Collegamenti
|  | È raggiungibile dalla stazione Campi Sportivi. |